# کاترین ارنشاو
کاترین ارنشاو (انگلیسی: Catherine Earnshaw) شخصیت اصلی رمان بلندی‌های بادگیر اثر امیلی برونته است‌، که در سال ۱۸۴۷ منتشر شد. کاترین یکی از دو فرزند آقا و خانم ارنشاو، مالکان اصلی واترینگ هایتز است. عشق نافرجام بین او و هیت‌کلیف یکی از محور‌های اصلی رمان است‌.
کتی ارنشاو خواهر کوچکتر هیندلی ارنشاو است. کتی و هیندلی در ارتفاعات بادگیر متولد و بزرگ شده اند. بعداً هیثکلیف خواهر و برادرها ملحق می شود که در سفری به لیورپول توسط آقای ارنشاو به فرزندی پذیرفته می شود.

## توضیحات
کتی زیبا توصیف شده است، همانطور که نلی می‌گوید، "سبزترین چشم" و "شیرین‌ترین لبخند". همانطور که هیثکلیف توصیف می کند، او موهای قهوه ای "زیبا" بلندی دارد.
کتی عمدی، وحشی، پرشور، شیطون و در کودکی لوس است. در طول بیماری کشنده کتی، نلی اشاره می کند که کاترین بسیار ضعیف است، و دارای "لبی بدون خون" است، تصویری که به تقویت رنگ گوتیک روزهای پایانی او کمک می کند. با این حال، نلی او را در هنگام مرگ خدایی توصیف می کند: "هیچ فرشته ای در بهشت به زیبایی او به نظر نمی رسید" و چهره او شبیه "آرامش کامل" بود.